# Syndrome d’opsoclonie-myoclonie
 Mise en garde médicale
Le syndrome opsomyoclonique ou d'opsoclonie-myoclonie (SOM), également connu sous le nom d'opsoclonie-myoclonie-ataxie (OMA), syndrome de Kinsbourne ou syndrome des yeux dansants, est un trouble neurologique de mécanisme inconnu qui semble être le résultat d'un processus auto-immun impliquant le système nerveux central.
Il s’agit d’un syndrome extrêmement rare, qui toucherait environ 1 personne sur 5 000 000 par an. Il atteint principalement les enfants, le plus souvent entre 1 et 3 ans, bien que des cas aient été décrits chez des adultes ou des enfants plus jeunes.

## Signes et symptômes
Ce syndrome se manifeste par :
- des opsoclonies (mouvements oculaires rapides, involontaires, multivectoriels (horizontaux et verticaux), imprévisibles, conjugués, sans intervalles intersaccadiques)
- des myoclonies (contractions brèves et involontaires d'un muscle ou d'un groupe de muscles)
- et d’autres signes neurologiques parmi lesquels on peut retrouver une ataxie cérébelleuse, une aphasie, un mutisme, une léthargie[2] ou au contraire une irritabilité s’accompagnant parfois de crises de colère[3]), des malaises, un strabisme[4], une hypersalivation, des vomissements[5], ou encore des troubles du sommeil.

## Causes
Le syndrome d’opsoclonie-myoclonie peut être d’origine paranéoplasique, infectieuse ou idiopathique.

### Paranéoplasique
La plupart des cas chez l’enfant (jusqu’à 50 %) sont associés à un neuroblastome, le plus souvent de bas grade.
Chez les adultes, ce sont d’autres types de cancers tels que le carcinome du sein ou le carcinome pulmonaire à petites cellules qui sont le plus souvent impliqués.

### Infectieuses
De nombreux agents infectieux tels que des streptocoques, mycoplasmes et le virus varicelle-zona pourraient être à l’origine de ce syndrome. De rares cas de syndrome d'opsoclonies-myoclonies associé à la maladie de Lyme ont également été rapportés.

### Autres causes
Des cas de syndrome opsomyoclonique associés à la maladie cœliaque ont été décrits.

### Inconnues
Dans de nombreux cas, la cause de ce syndrome n’est pas retrouvée.

## Mécanismes
Le mécanisme à l’origine de ce syndrome n’a pour l’instant pas été complètement élucidé mais l’hypothèse la plus répandue au début du XXIe siècle est que ces symptômes seraient causés par une réaction auto-immune dirigée contre le système nerveux central.

## Traitement
Différents traitements immunomodulateurs ont été testés dans le SOM. Parmi eux on peut citer les corticostéroïdes, l’ACTH, les immunoglobulines intraveineuses (IgIV), le rituximab, des immunosuppresseurs, tels que le cyclophosphamide et l’azathioprine. Dans des cas de rechutes sévères avec résistance aux corticoïdes, un traitement par plasmaphérèse peut également être proposé.
D’autres médicaments peuvent également être donnés pour traiter les symptômes du SOM comme la trazodone contre l'irritabilité et l’insomnie.
En cas de SOM causé par un neuroblastome, le traitement de la tumeur pourrait contribuer à faire disparaitre ce symptôme.

## Pronostic et évolution
Le syndrome peut évoluer en une seule phase puis disparaitre définitivement ou se chroniciser avec des récidives.
Le pronostic est très variable et difficile à prévoir. Certains enfants répondent bien aux traitements tandis que d’autres peuvent garder des séquelles motrices, cognitives ou comportementales.

## Nomenclature
Le SOM a été décrit pour la première fois par Marcel Kinsbourne en 1962. Le terme « opsoclonie » a quant à lui été créé par Orzechowski en 1913.
Des synonymes du SOM sont :
- Syndrome des yeux dansants et des jambes dansantes
- Syndrome des yeux dansants
- Syndrome de Kinsbourne
- Cérébellopathie opsoclonique[12]
- Opsoclonie-Myoclonie-Ataxie (OMA)
- Ataxie paranéoplasique opsoclonique-myoclonique (POMA)
- Opsoclonus-myoclonus paranéoplasique
- Syndrome ataxo-opso-myoclonus
- Syndrome d'opsoclonie-myoclonie-ataxie
- Syndrome néoplasique d'opsoclonie-myoclonie-ataxie